# Barbara Makhalisa
Barbara Makhalisa, née en 1949, également connue par son nom de femme mariée, Barbara Nkala, est une femme de lettres, une éditrice et une rédactrice en chef zimbabwéenne, une des premières femmes publiées au Zimbabwe. Elle est l'auteur de plusieurs livres écrits en ndebele, ou en anglais, dont certains ont été utilisés comme manuels scolaires.

## Biographie
Barbara Clara Makhalisa est née au Zimbabwe, en 1949. Elle étudie à l'école pour enseignants de  Gweru, essentiellement en anglais,.
Sa carrière de romancière commence quand elle gagne un concours national avec son premier livre, Qilindini, un thriller, publié en 1974, en ndebele,. Son deuxième livre, le  roman Umendo (Le Mariage est un pari, 1977, Mambo Pre. Elle indique : « j'ai le sentiment que les gens doivent écrire dans leur langue maternelle.... Toute notre culture est contenue dans notre langue et la littérature est l'entrepôt de la culture ».
Son œuvre en anglais comprend The Underdog and Other Stories (Mambo Press, 1984) et Eva's Song : A Collection of Short Stories (Harper Collins, 1996). Un de ses récits, Different Values, est incorporé dans l'anthologie de la littérature africaine de Margaret Busby, Daughters of Africa, parue en 1992.
Elle est également une éditrice qui a travaillé auparavant pour les éditeurs Longman, et dirige ensuite une société appelée Radiant Publishing House,,. Elle y publie principalement des ouvrages en ndebele.
En 2015, elle reçoit un doctorat honorifique de l'Université nationale des sciences et technologies (NUST) à Bulawayo. Certains de ses ouvrages sont utilisés comme manuels scolaires.
Barbara Nkala est une membre active de l'Église des Frères en Christ au Zimbabwe. En tant qu'ancienne de cette église, elle siége dans un certain nombre de conseils humanitaires. Son influence dans cette église a incité de nombreux jeunes à écrire leurs histoires, dont beaucoup ont été publiées dans Good Words/Amazwi Amahle au Zimbabwe. Elle est la représentante régionale de la Conférence mennonite mondiale pour l'Afrique australe, couvrant l'Afrique du Sud, le Mozambique, le Malawi, la Zambie et le Zimbabwe.

### Fiction
- Qilindini (Ndebele, roman), 1969
- Umendo (Ndebele, roman), 1977
- Umhlaba lo!  (Quel monde!; Ndebele, 1977
- L'Opprimé et Autres Histoires, Mambo Press, 1984  (ISBN 978-0869223345)
- Impilo Vinkinga, 1984
- Eva Chanson, Harper Collins, 1996  (ISBN 978-1779040114)

### En tant que rédacteur
- Arc-en-ciel Après un Orage: des Histoires de Perte, de Deuil Et de Guérison, Rayonnante, 2008